# 西郷村

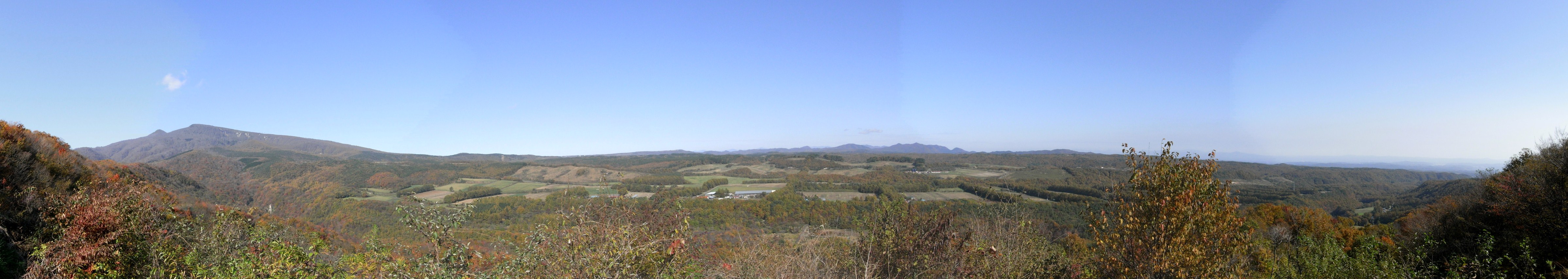
甲子高原

西郷村（にしごうむら）は、福島県中通りに位置し、西白河郡に属する村。

## 地理
東京より北へ約185km東北新幹線で約90分の距離である。日本の村で唯一新幹線が停車する駅があり、首都圏への新幹線通勤の利用者も多い。
栃木県との県境でもある那須連峰の三本槍岳が村の西にあり、村全域が阿武隈川の上流域にあたる。三本槍岳東側山麓は甲子高原（かしこうげん）となっており那須高原に連なっている。また村の北側には白河布引山があり広大な陸上自衛隊演習場及び羽鳥湖高原に連なる。
新幹線の停車する新白河駅や東北自動車道の白河インターチェンジが村域内にあるなど、白河市のベッドタウンとして、同市の持つ都市機能の一部を担っている。村の東部で白河市に接し、新白河駅周辺は白河市街と一体となった市街地を形成している。西郷村の村名は「白河の西に位置する郷」であることに由来し、歴史的にも深い繋がりを有していた。白河市への通勤率は28.70%（平成27年国勢調査）。2020年現在、沖縄県中頭郡読谷村、茨城県那珂郡東海村、沖縄県中頭郡中城村に次ぎ、全国で4番目に人口の多い村である。
- 山:甲子山、三本槍岳（那須岳）
- 河川:阿武隈川、谷津田川
- 湖沼:西郷ダム、赤坂ダム

### 隣接している自治体
- 福島県
  - 白河市
  - 天栄村
  - 下郷町
- 栃木県
  - 那須塩原市
  - 那須町

## 人口

### 現在村勢
- 総人口 - 20,752人（2021年7月）
- 世帯数 - 8,113世帯（2021年7月）
- 年少（15歳未満）人口率 - 14.4%（2015年）
- 高齢（65歳以上）人口率 - 22.5%（2015年）
- 昼間人口 - 18,497人（2000年）
- 労働力人口 - 19,668人（2000年）
- 第1次産業就業者数 - 708人（2000年）
- 第2次産業就業者数 - 3,855人（2000年）
- 第3次産業就業者数 - 4,512人（2000年）
- 農業産出額 - 2,840百万円（2004年）
- 製造品出荷額等 - 133,219百万円（2004年）
- 商業年間商品販売額 - 28,272百万円（2003年）

出典
1. 総務省統計局『統計で見る市区町村のすがた2007』2007年

### 人口
生活圏は標高400-600メートル地帯にあり、新白河駅のある東側の都市化したエリア、役場や新興住宅地のある中部、山間部からなる西側のエリアに大別される。
| 西郷村（に相当する地域）の人口の推移 \| 1970年（昭和45年） \| 10,454人 \| \| \| 1975年（昭和50年） \| 11,662人 \| \| \| 1980年（昭和55年） \| 12,744人 \| \| \| 1985年（昭和60年） \| 14,622人 \| \| \| 1990年（平成2年） \| 16,194人 \| \| \| 1995年（平成7年） \| 17,920人 \| \| \| 2000年（平成12年） \| 18,642人 \| \| \| 2005年（平成17年） \| 19,494人 \| \| \| 2010年（平成22年） \| 19,767人 \| \| \| 2015年（平成27年） \| 20,322人 \| \| \| 2020年（令和2年） \| 20,808人 \| \| |          |  |
| 総務省統計局 国勢調査より |          |  |
| 1970年（昭和45年） | 10,454人 |  |
| 1975年（昭和50年） | 11,662人 |  |
| 1980年（昭和55年） | 12,744人 |  |
| 1985年（昭和60年） | 14,622人 |  |
| 1990年（平成2年） | 16,194人 |  |
| 1995年（平成7年） | 17,920人 |  |
| 2000年（平成12年） | 18,642人 |  |
| 2005年（平成17年） | 19,494人 |  |
| 2010年（平成22年） | 19,767人 |  |
| 2015年（平成27年） | 20,322人 |  |
| 2020年（令和2年） | 20,808人 |  |

## 歴史

### 年表
江戸年間は白河藩領だった。奥州街道の脇街道と呼ばれた原方街道が村内を通過しており、会津や県南の諸藩から江戸へ送られた回米の輸送路となっていた。
- 1889年（明治22年）4月1日 - 町村制施行により、熊倉村・羽太村・真船村・小田倉村・米村・長坂村・柏野村・鶴生村が合併し西白河郡西郷村が発足。[3][4]
- 1959年（昭和34年）4月7日 - 東北本線磐城西郷駅開業。
- 1970年（昭和45年）4月1日 - 国道289号開通。
- 1973年（昭和48年）11月26日 - 白河インターチェンジが供用開始。
- 1982年（昭和57年）6月23日 - 東北新幹線の大宮駅 - 盛岡駅間が開業。同時に磐城西郷駅が新白河駅に改称。

### 変遷表
| 西郷村村域の変遷表 | 西郷村村域の変遷表 | 西郷村村域の変遷表    | 西郷村村域の変遷表 | 西郷村村域の変遷表  | 西郷村村域の変遷表 | 西郷村村域の変遷表 |
| 1868年 以前        | 1868年 以前        | 明治元年 - 明治22年   | 明治22年 4月1日    | 明治22年 - 昭和64年 | 平成元年 - 現在    | 現在               |
| ------------------ | ------------------ | --------------------- | ------------------ | ------------------- | ------------------ | ------------------ |
|                    | 熊倉村             | 明治10年 熊倉村       | 西郷村             | 西郷村              | 西郷村             | 西郷村             |
|                    | 西代村             | 明治10年 熊倉村       | 西郷村             | 西郷村              | 西郷村             | 西郷村             |
|                    | 上羽太村           | 明治10年 羽太村       | 西郷村             | 西郷村              | 西郷村             | 西郷村             |
|                    | 下羽太村           | 明治10年 羽太村       | 西郷村             | 西郷村              | 西郷村             | 西郷村             |
|                    | 真名子新田村       | 明治10年 羽太村       | 西郷村             | 西郷村              | 西郷村             | 西郷村             |
|                    | 真船村             | 明治9年 真船村        | 西郷村             | 西郷村              | 西郷村             | 西郷村             |
|                    | 折口新田村         | 明治9年 真船村        | 西郷村             | 西郷村              | 西郷村             | 西郷村             |
|                    | 小田倉村           | 明治12年 真船村と合併 | 西郷村             | 西郷村              | 西郷村             | 西郷村             |
|                    | 小田倉村           | 明治10年 小田倉村     | 西郷村             | 西郷村              | 西郷村             | 西郷村             |
|                    | 小田倉新田村       |                       | 西郷村             | 西郷村              | 西郷村             | 西郷村             |
|                    | 小田新田村         |                       | 西郷村             | 西郷村              | 西郷村             | 西郷村             |
|                    | 米村               |                       | 西郷村             | 西郷村              | 西郷村             | 西郷村             |
|                    | 長坂村             |                       | 西郷村             | 西郷村              | 西郷村             | 西郷村             |
|                    | 柏野村             |                       | 西郷村             | 西郷村              | 西郷村             | 西郷村             |
|                    | 鶴生村             |                       | 西郷村             | 西郷村              | 西郷村             | 西郷村             |

### 合併
隣の白河市は西郷村に対し合併を求めるが、村内には高速道路インターチェンジ、新幹線駅、JRA場外馬券売り場、大型商業施設、大型の工場など財源となる施設が多数あるため、独立路線を堅持している。

## 教育

### 中学校
- 西郷村立西郷第一中学校
- 西郷村立西郷第二中学校
- 西郷村立川谷中学校

### 小学校
- 西郷村立熊倉小学校
- 西郷村立小田倉小学校
- 西郷村立米小学校
- 西郷村立羽太小学校
- 西郷村立川谷小学校

### 特別支援学校
- 福島県立西郷支援学校

## 行政機関

### 国の機関
- 独立行政法人家畜改良センター

## 施設
- ウインズ新白河（JRA場外馬券売場）

## 経済
財政に関して「自立した村づくり」を目標としており、平成17年度から地方交付税の不交付団体となっている。しかし、平成22年度は再び交付団体となった。
- 農業
  - 高原馬鈴薯
  - 報徳しいたけ
  - レタス
- 商業
  - イオン白河西郷ショッピングセンター
- 工業
  - （株）信越半導体 白河工場
  - 白河オリンパス（株） - 世界シェアーの80%を持つ医療用内視鏡の基幹工場
  - 三菱製紙（株） 白河工場
  - エルナー福島（株）
  - 福島ソキア（株）
- 地場産品
  - コルク製品
  - ニジマス・ヤマメ・イワナ
  - 柳沢窯
  - ルバーブジャム
  - 追原そば
- 預金取扱金融機関
  - 東邦銀行新白河支店（指定金融機関）
  - 白河信用金庫西郷支店

## 交通

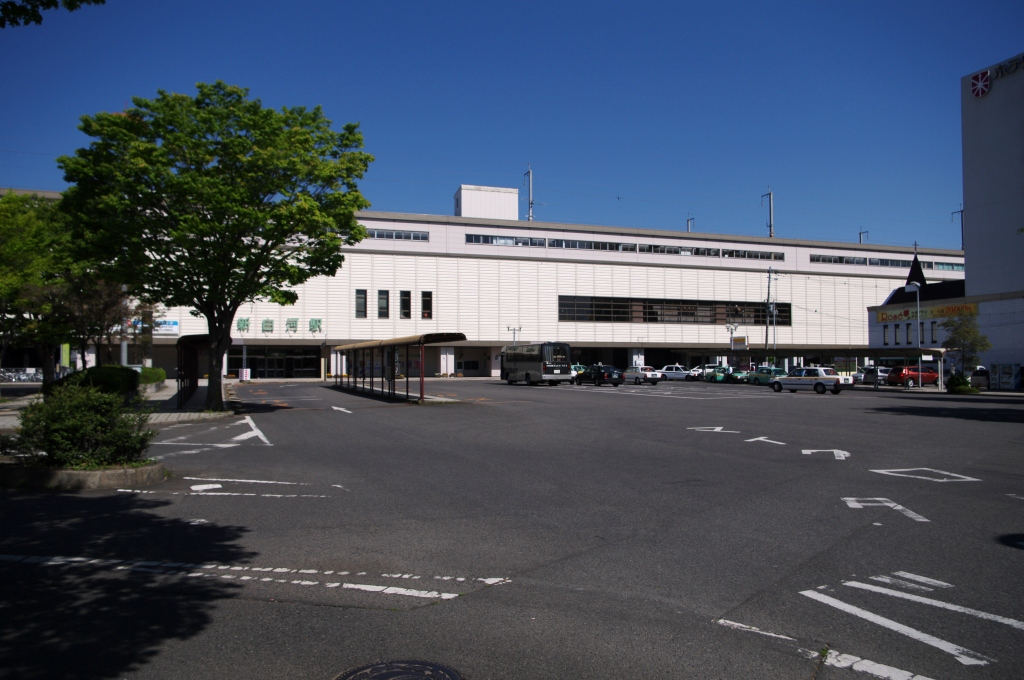
新白河駅

### 鉄道
- 東日本旅客鉄道
  - ■東北新幹線、■東北本線
    - 新白河駅

全自治体で唯一、フル規格の新幹線の駅と在来線（私鉄等を含む）の駅を兼ねるただ1駅のみを有した自治体となっている。なお、東北新幹線開業前の新白河駅は、村名に由来する「磐城西郷駅」という駅名であった。

### 一般路線バス
村内を福島交通白河営業所が新白河駅（西口ないし高原口と呼称）・白河駅との路線バスが発着
（参考）新白河駅東口には福島交通のほか、JRバス関東白河支店の路線バスも発着

### 高速路線バス
東北自動車道上「西郷バスストップ」利用
- あぶくま号（福島 - 郡山 - 須賀川 - 西郷 - 新宿・東京）
  - 福島交通、JRバス関東、JRバス東北
- あだたら号（郡山 - 須賀川 - 西郷 - 新越谷）
  - 福島交通、東武バスセントラル
- ギャラクシー号（福島 - 郡山 - 須賀川 - 西郷 - 京都・大阪）
  - 福島交通、近鉄バス
- 夜行高速バス郡山・宇都宮～名古屋線（福島 - 郡山 - 須賀川 - 西郷 - 宇都宮 - 名古屋）
  - 福島交通、名鉄バス

### 村民バス
福島交通に運行委託
- 新白河駅高原口 - 白河警察署 - 谷地中 - 西郷役場 - 森の湯 - 新白河駅高原口（北部循環）
- 新白河駅高原口 - オリンパス前 - 千本桜入口 - 原中 - 西郷役場入口 - 南真船 - 新白河駅高原口（南部循環）

### 道路
- 高速道路
  - E4 東北自動車道
    - 白河IC
- 一般国道
  - 国道4号
  - 国道289号（甲子道路）
- 主要地方道
  - 福島県道37号白河羽鳥線
  - 福島県道68号那須西郷線
- 一般県道
  - 福島県道184号白坂停車場小田倉線
  - 福島県道281号増見小田倉線
  - 福島県道290号那須甲子線

## 名所・旧跡・観光スポット・祭事・催事

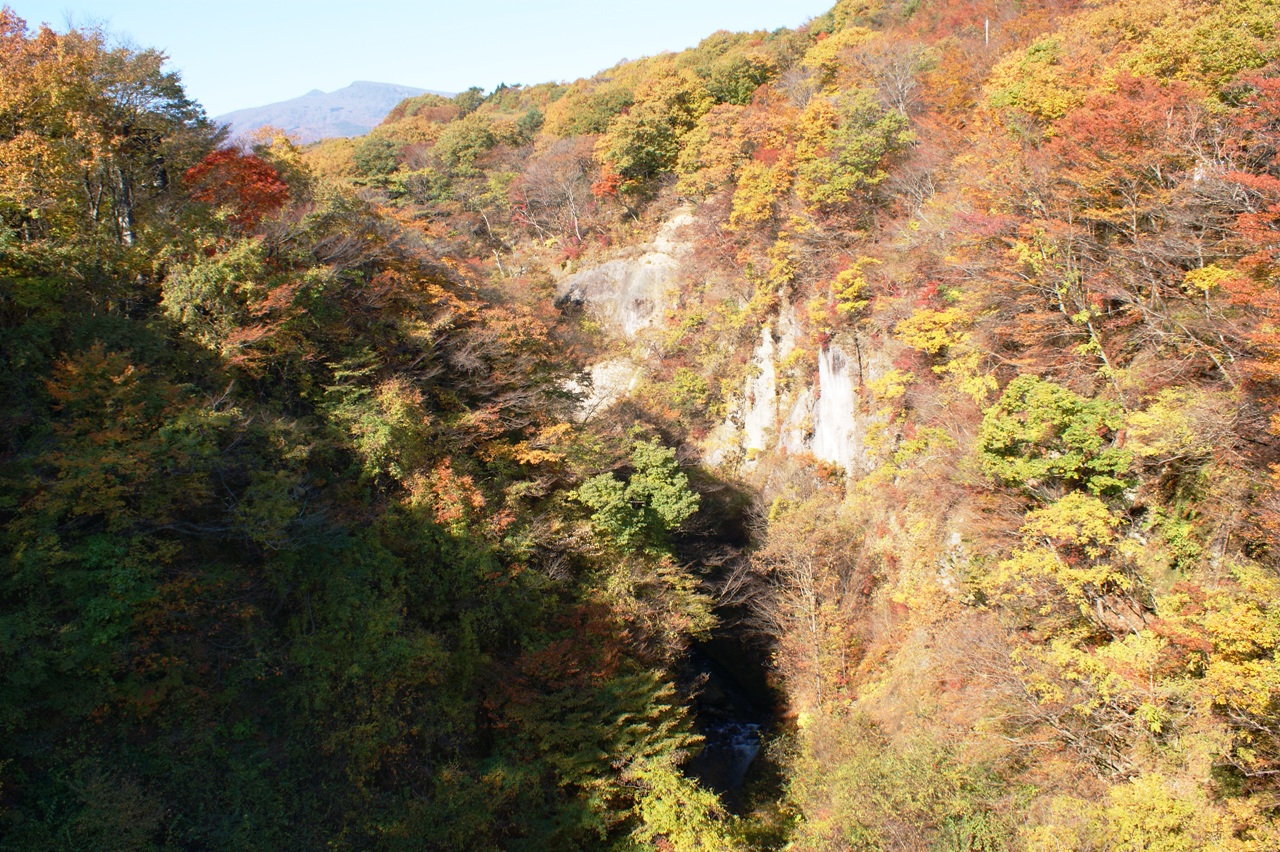
雪割渓谷

- 温泉
  - 甲子温泉
  - 新甲子温泉
  - スパリゾートあぶくま
- キョロロン村
- ちゃぽランド西郷
- 雪割橋・雪割渓谷
- 白河高原カントリークラブ
- 白河高原スキー場（閉鎖）
- 陸上自衛隊白河布引山演習場
- 剣桂（森の巨人たち百選）
- 国立那須甲子青少年自然の家

## 出身著名人
- 野村沙知代（タレント）
- 遠藤一彦（プロ野球選手）
- 遠藤政隆（プロ野球選手）
- 鈴木郁洋（プロ野球選手）
- 矢貫俊之（プロ野球選手）
- 佐藤勇（プロ野球選手）
- 太田みどり（テレビユー福島元アナウンサー）
- 福原広次（自転車競技選手、東京オリンピック出場）
- 松本京志郎（プロ野球選手）
- 越前由喜（バスケットボール選手、デフバスケットボール日本代表）